# Chuyuan
L'ère Chuyuan, ou Tch'ou-yuan (48-44 av. J.-C.) (chinois traditionnel et simplifié : 初元 ; pinyin : Chūyuán ; litt. « début des origines ») est la première ère chinoise de l'empereur Yuandi de la dynastie Han.

## Chronique

### 1reannée(48av. J.-C.)
- Le prince Ao est proclamé prince héritier.

### 2deannée(47av. J.-C.)
- Feng Yuan (en) est proclamée impératrice.
- Le secrétaire impérial Hong Gong (zh) et l'eunuque Shi Xian (zh) complotent contre le tuteur de l'empereur, Xiao Wangzhi (zh), ainsi que Zhou Kan, son assistant qui assuraient alors la régence. Xiao Wangzhi est poussé au suicide.
- Mort de Hong Gong.

### 3eannée(46av. J.-C.)
- L'empereur Yuandi fait abandonner les garnisons de l'île de Hainan, jugées trop chères à entretenir.

### 5eannée(44av. J.-C.)
- Le chanyu Zhizhi verse un tribut aux Han et demande que son fils lui soit rendu. L'empereur accède à sa requête et charge le commandant Gu Ji de l'escorter. À son arrivée, Gu Ji est exécuté par Zhizhi.

| Chuyuan                | 1re année    | 2de année    | 3e année     | 4e année     | 5e année     |
| ---------------------- | ------------ | ------------ | ------------ | ------------ | ------------ |
| Calendrier julien      | 48 av. J.-C. | 47 av. J.-C. | 46 av. J.-C. | 45 av. J.-C. | 44 av. J.-C. |
| Calendrier sexagésimal | Guiyou       | Jiaxu        | Yihai        | Bingzi       | Dingchou     |